# Michael Tonkin
Michael Harvey Tonkin (né le 19 novembre 1989 à Glendale, Californie, États-Unis) est un lanceur de relève droitier des Ligues majeures de baseball.

## Carrière
Michael Tonkin est repêché par les Twins du Minnesota au 30e tour de sélection en 2008. Il fait ses débuts dans le baseball majeur avec les Twins le 11 juillet 2013.